# Haltepunkt Leipzig-Paunsdorf
Leipzig-Paunsdorf ist ein Haltepunkt, welcher im Stadtteil Stünz der sächsischen Stadt Leipzig liegt. Zeitweise trug er auch die Bezeichnung Bahnhof Leipzig-Paunsdorf. Er wurde erst 48 Jahre nach Inbetriebnahme der Bahnstrecke Leipzig–Dresden zusammen mit der Bahnstrecke Leipzig–Geithain eröffnet. Er dient heute nur noch als Halt der dort verkehrenden Regionalbahnlinien. Insgesamt drei Gleise besitzt der Haltepunkt Paunsdorf, wobei die Gleise 1 und 2 an der Strecke nach Dresden sowie Gleis 3 an der Strecke nach Geithain liegen. Betrieblich ist er ein Haltepunkt und ein Haltepunkt mit Überleitstelle, weil östlich des Haltepunktes die eingleisige Strecke nach Geithain zweigleisig wird.

## Geschichte
Der Haltepunkt wurde am 2. Mai 1887 mit dem Namen Paunsdorf eröffnet. Am 1. Mai 1899 erfolgte die Umbenennung in Paunsdorf-Stünz. Seit dem 1. Juni 1922 trägt er seinen heutigen Namen.
Früher gab es südlich des Gleises 3 noch ein Gleis 4 mit einem Seitenbahnsteig. Ebenfalls gab es eine Verbindung von diesen Geithainer Gleisen nach Leipzig-Engelsdorf.
Das 1904 errichtete Empfangsgebäude wurde durch Brandstiftung 2004 stark beschädigt und 2023 zum Teil abgerissen.

## Lage
Leipzig-Paunsdorf liegt am Streckenkilometer 4,692 der bis dorthin parallel verlaufenen Bahnstrecken Leipzig–Dresden sowie Leipzig–Geithain. Westlich folgt nach 1,19 Kilometern der Haltepunkt Sellerhausen bzw. nach 4,67 Kilometern der Leipziger Hauptbahnhof sowie östlich nach 1,31 Kilometern der Bahnhof Leipzig-Engelsdorf bzw. nach 1,16 Kilometern der Haltepunkt Werkstättenstraße. Ursprünglich folgte auf der Geithainer Strecke westlich nach 3,9 Kilometern noch der Haltepunkt Volkmarsdorf.
Er befindet sich im Ortsteil Stünz, welcher wiederum im Leipziger Stadtbezirk Ost liegt. Der namensgebende Stadtteil Paunsdorf beginnt hingegen direkt nördlich des Haltepunktes. Der einzige Zugang ist am östlichen Bahnsteigende über die Theodor-Heuss-Straße möglich.

## Anbindung

### Regionalzugverkehr
Der Haltepunkt wird aktuell von den Regionalbahnlinien RB 110 sowie RB 113 bedient. Auf der Strecke verkehrt zusätzlich noch der RE 50 Leipzig Hbf–Dresden Hbf, welcher dort jedoch durchfährt. Da auf der Südseite des Haltepunktes an der Strecke nach Engelsdorf mit Anschluss zum Güterbahnhof Leipzig-Engelsdorf kein Bahnsteig existiert, ist auch kein Halt der S-Bahnlinie 3 der S-Bahn Mitteldeutschland möglich.
| Linie  | Verlauf                                                                                     | Betreiber       |
| ------ | ------------------------------------------------------------------------------------------- | --------------- |
| RB 110 | Leipzig Hbf – Leipzig-Paunsdorf – Leipzig-Engelsdorf – Grimma – Leisnig – Döbeln Hbf        | MRB             |
| RB 113 | Leipzig Hbf – Leipzig-Paunsdorf – Leipzig-Holzhausen – Belgershain – Bad Lausick – Geithain | DB Regio Südost |

### Stadtverkehr
Im Stadtverkehr der Leipziger Verkehrsbetriebe wird der Haltepunkt Paunsdorf mit der Buslinie 79 (Thekla–Connewitz) angeschlossen. Zusätzlich halten an der Haltestelle Theodor-Heuss-Straße 250 Meter nördlich noch die Straßenbahnlinien 7 und 8 sowie die Buslinie 90.